# Holcocephala vallestris
Holcocephala vallestris là một loài ruồi trong họ Asilidae. Holcocephala vallestris được Ayala miêu tả năm 1982. Loài này phân bố ở vùng Tân nhiệt đới.